# 노부나가의 야망 (비디오 게임)
《노부나가의 야망》(일본어: 信長の野望)은 1983년에 주식회사 코에이 마이콘 시스템(현 코에이)가 발매한 일본의 센고쿠 시대를 테마로 한 컴퓨터 시뮬레이션 게임으로, 일본의 게임 시장에서 '역사 시뮬레이션'이라고 하는 장르를 확립했다. 노부나가의 야망 시리즈의 첫 번째 작품이다.
패키지의 일러스트는 유명한 오다 노부나가의 초상화(죠코지長興寺에 소장된, 종이에 착색된 오다 노부나가 상)을 모티브로 한 것이다.
1995년에 《노부나가의 야망 리턴즈》라는 타이틀로 윈도우 및 플레이스테이션, 세가 새턴용으로 리메이크 되었다. 그리고 시리즈 30주년 기념작인 노부나가의 야망 창조 발매 당시 복각판이 동봉되어 발매되었다.
코에이가 휴대전화 전용으로 진행하고 있는 대전형 웹 연동 온라인 게임 서비스도, 서브타이틀은 붙이지 않은 점은 본작과 공통되지만, 양자는 완전히 다른 게임 시스템이다.

## 개요
다이묘 가문의 당주(오다 노부나가 또는 다케다 신겐)이 되어, 내정으로 자국을 부유하게 만들고 군사력을 축적해, 다른 세력을 멸망시키고 전국통일(쥬부 지방과 기나이의 17개 구니)을 달성하여 센고쿠의 난세를 종식시키는 것이 최종적인 목표이다. 종래의 전쟁 시뮬레이션에 경제와 경영의 개념을 도입하여 부국강병을 구현했다.
종래의 컴퓨터 시뮬레이션 게임은, 전술 레벨로 말이나 진지를 서로 빼앗는 장기나 바둑과 같은 것이었지만, 본작은 영국(領国) 경영(전국 지도 + 전략 커맨드), 전투(구니별 지도 + 전술 커맨드)의 2개의 화면을 번갈아가며 즐긴다.
플레이어는 영국에 대해 개간이나 마을 건설 등 다양한 정책을 실시하여, 영내의 경제를 발전시키고, 군자금과 병량을 확보하면서 병력을 증강한다. 현대의 회사 경영과도 비슷한 이런 경제적 개념은 일반 플레이어에게 받아 들여져, 다양한 퍼스널 컴퓨터나 오피스 컴퓨터에서 소프트웨어로 이식되어 크게 히트 쳤다. 1986년 가을 무렵부터 잡지광고에 구마모토 현 모든 소학교 납입 지정 소프트의 직함이 붙게 되고, 1990년대에도 소프트밴더-타케루(ソフトベンダーTAKERU)를 통해 PC-9800 시리즈용(MS-DOS판)이 재발매된 것 외에, 1993년 발매된 《노부나가의 야망 패왕전》의 〈궁극 셀렉션〉판에도 동봉되었다.
경영의 개념을 도입한 역사 시뮬레이션 게임은 삼국지 시리즈를 시작으로, 이후 많은 작품에 도입되게 되어, 코에이는 본작을 발판으로 이 분야의 대표적인 브랜드로서의 지위를 구축했다.

## 프로그램
본작의 프로그램은 대부분의 기종이 모두 베이직으로 작성되었다. 그 때문에 많은 기종에서 프로그램의 열람이 용이하여, 간단하게 내용을 고칠 수 있었다. 게임에는 버그도 보여, PC-8001용 등 기종에 따라서는, 국력을 최고로 올릴 경우에 오버플로 에러가 생기는 것 외에, 드물게 시세(相場)가 0.0 이하가 될 때에 상인과 거래하면 나눗셈 에러 등으로 게임이 속행 불능의 상태가 되었다. 새로운 버전의 프로그램에서는 국력의 각 수치에 상한이 설정되는 등 개선되었다.
비법(裏技, 정규의 방법은 아니지만, 실행하면 유용한 방법)의 성질이 강한 것으로서, 일단 연공율(年貢率)을 0으로 하고 나서 수확 전에 올리면 쌀의 수입이 올라가고, 그 쌀을 자본으로 부국강병을 실현하는 테크닉이 당시의 게임 잡지 등에 소개되었다. 유사한 테크닉은 다음 작인 《전국판》에도 있다.

## 게임의 시작
게임 로드 중 및 개시 화면은 '심플함 속에도 멋이 있는 모필(毛筆)의 제자(題字)'로, '투구의 간소한 일러스트가 전국 난세의 무상함을 방불케 한다'(《노부나가의 야망 열풍전》에 동봉된 〈노부나가의 야망 시리즈의 족적〉에서 인용). PC-8001 등 저해상도의 기종에는 이 화면이 없다.
2명까지의 멀티 플레이(대전 플레이)가 가능하고, 플레이어가 담당하는 다이묘는 1인 플레이로서는 오다 노부나가뿐이다. 2인 플레이에서는 1명이 오다 노부나가, 다른 1명이 다케다 신겐이 된다.
게임을 시작할 때에 플레이어는 다이묘의 능력(IQ, 건강, 야심, 카리스마, 운세)를 룰렛을 돌리는 방식으로 결정한다. 순서가 되면 스페이스 키를 누르는 단순한 작업이라고 해도, 각 능력치의 폭이 30~110까지 광범위한 한편, 몇 번이고 다시 할 수 있다.
게임의 레벨(적의 강함)은 5단계 중에서 선택한다. 최강의 「5」에서는, 게임 개시 직후에 아직 첫 턴이 돌아오지 않았을 때에도 인접한 적으로부터 공격 받아, 빠르게 게임 오버되는 경우도 빈발한다.

## 게임의 흐름
게임 화면은, 거의 선화(線画)와 문자와 숫자로 구성되어 있다. 그리고 구니의 스테이터스 표시에 다이묘의 얼굴 이미지는 존재하지 않는다. 음악은 경영화면과 전투화면 모두 비프음에 의한 효과음뿐으로 BGM은 일절 없다.
구니 및 게임 개시 때(1560년 봄)의 다이묘 가문은 다음과 같다.
1. 노토(하타케야마)
2. 에치고(우에스기)
3. 이즈(호죠)
4. 가가 엣츄(혼간지)
5. 에치젠 와카사(아사쿠라)
6. 히젠(아네코지)
7. 도토미 스루가(이마가와) ※한자 비표시 기종은 '도토미'가 붙지 않는다.
8. 미카와(도쿠가와)
9. 미노(사이토)
10. 야마토(쓰쓰이)
11. 오미(아자이)
12. 이가(모모치)
13. 이세 시마(기타바타케)
14. 야마시로(아시카가)
15. 셋쓰 가와치(미요시)
16. 가이 시나노(다케다)
17. 오와리(오다)

영국 경영은 구니 마다 1년에 4번(춘하추동의 계절마다 1번씩) 턴이 돌아오고, 1번만 명령을 실행할 수 있다. 사카이의 상인에게서 돈을 빌릴 경우는 1번 더 명령이 가능하다. 커맨드의 종류는 부국강병에 관한 것이 중심으로, 대응 기종의 성능이나 디스크판이냐 테이프판이냐에 따라 커맨드의 수가 다르다. 다른 점은 연공율 변경, 차금(借金), 닌자, 부전동맹(不戦同盟), 게임 데이터 세이브의 유무이다.
대응하는 모든 기종에서 공통되는 커맨드는, (병사의) 이동, 전쟁, 금ㆍ쌀의 운송, 치수공사, 개간, 병사의 고용, 사카이의 상인과 거래, 병사 훈련, 각국의 상황, 마을 건설, 민ㆍ병에게 베품, 아무것도 하지 않는다, 이상의 12종류로, 상인과의 거래에서는 쌀과 무기의 매매(디스크판은 돈을 빌리거나 닌자의 고용도 가능)를 행한다.
전쟁(헥스 화면)에서는, 병사를 나누어 5개의 부대(병력이 매우 적을 경우는 5부대 미만으로도 된다)를 조작하여 싸운다. 전쟁의 커맨드는, 이동, 공격, 항복, 아무것도 하지 않는다, 의 4종류가 있다. 이동은 1칸씩으로, 커맨드 조작은 1부대를 1턴에 1번만 할 수 있다.
전쟁에서 승리하는 조건은
- 적의 제1부대가 전멸한다.
- 적의 대장이 퇴각한다.
- 적의 병량이 바닥난다.
- 수비 측이 30일간 버틴다.

의 4개로, 또, 적 구니에 공격한 시점부터 상대의 병력이나 병량이 0 이하의 경우도 승리하게 된다. 다수의 구니를 가진 다이묘를 쓰러뜨리면, 그 다이묘가 다스리던 구니 전부가 자신의 영국이 된다. 대부분의 기종에서는 대장이 다이묘라면 둥근 황색 표시(●), 그 외에는 별표(*)로 표시되고, 제1부대는 다이묘가 이끄는 편이 전투력이 높다. 또, 부대의 위치에 의해, 성 > 통과할 수 있는 산 > 마을 > 평지의 순으로 유리하게 싸움을 진행할 수 있다.